# Temognatha maculiventris
Temognatha maculiventris es una especie de escarabajo del género Temognatha, familia Buprestidae. Fue descrita científicamente por Macleay en 1863.